# Čiara
Čiara é um filme de drama eslovaco de 2017 dirigido e escrito por Peter Bebjak. Foi selecionado como representante de seu país ao Oscar de melhor filme estrangeiro em 2018.

## Elenco
- Tomáš Maštalír - Adam Krajňák
- Stanislav Boklan - Krull
- Zuzana Fialová - Saša Krajňáková
- Benkö Géza - Taras
- Andrej Hryc - Peter Bernard
- Filip Kankovský - Viktor
- Emília Vášáryová - Anna Krajňáková